# Khalifa (album)
Khalifa è la prima compilation del rapper statunitense Wiz Khalifa, pubblicato il 5 febbraio 2016 dalle etichette Atlantic e Rostrum.
Raccoglie tredici canzoni precedentemente registrate dal rapper tra il 2013 e il 2015, scartate dai precedenti lavori in studio.

## Tracce
1. BTS – 4:03
2. Celebrate (feat. Rico Love) – 3:09
3. Elevated – 4:10
4. City View (feat. Courtney Noelle) – 3:13
5. Cowboy – 2:54
6. Bake Sale (feat. Travis Scott) – 3:58
7. Call Waiting – 4:00
8. Make a Play (feat. J.R. Donato) – 3:46
9. Most of Us – 4:12
10. Zoney (feat. Sebastian) – 3:32
11. Lit (feat. Ty Dolla $ign) – 6:21
12. No Permission (feat. Chevy Woods) – 3:56
13. iSay (feat. Juicy J) – 4:14